# Liste der Orte im Kreis Constanța

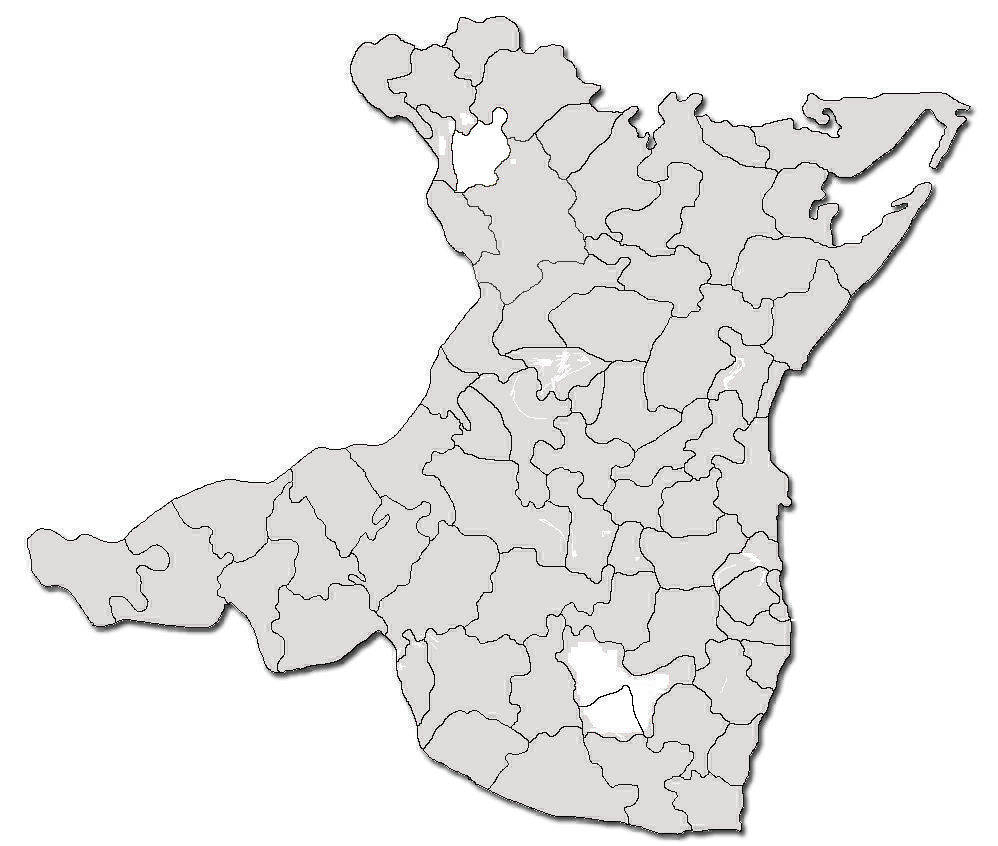
Gemeinden des Kreises Constanța

Der Kreis Constanța in Rumänien besteht aus offiziell 214 Ortschaften. Davon haben 12 den Status einer Stadt, 58 den einer Gemeinde. Die übrigen sind administrativ den Städten und Gemeinden zugeordnet.

## Städte
| - Băneasa - Cernavodă - Constanța - Eforie (Sitz der Stadtverwaltung: Eforie Sud) | - Hârșova - Mangalia - Medgidia - Murfatlar | - Năvodari - Negru Vodă - Ovidiu - Techirghiol |

## Gemeinden
| - 23 August - Adamclisi - Agigea - Albești - Aliman - Amzacea - Bărăganu - Castelu - Cerchezu - Chirnogeni - Ciobanu - Ciocârlia - Cobadin - Cogealac - Comana - Corbu - Costinești - Crucea - Cumpăna - Cuza Vodă | - Deleni - Dobromir - Dumbrăveni - Fântânele - Gârliciu - Ghindărești - Grădina - Horia - Independența - Ion Corvin - Istria - Limanu - Lipnița - Lumina - Mereni - Mihai Viteazu - Mihail Kogălniceanu - Mircea Vodă - Nicolae Bălcescu | - Oltina - Ostrov - Pantelimon - Pecineaga - Peștera - Poarta Albă - Rasova - Săcele - Saligny - Saraiu - Seimeni - Siliștea - Târgușor - Topalu - Topraisar - Tortoman - Tuzla - Valu lui Traian - Vulturu |

## Dörfer ohne Gemeindestatus

### 2
| - 2 Mai |

### A
| - Abrud - Almălău | - Arsa | - Aurora |

### B
| - Băltăgești - Biruința | - Brebeni | - Bugeac |

### C
| - Călugăreni - Canlia - Capidava - Carvăn - Căscioarele - Casian - Casicea - Cetatea | - Cheia - Ciobănița - Ciocârlia de Sus - Cloșca - Cochirleni - Conacu - Coroana | - Coslugea - Cotu Văii - Crângu - Credința - Crișan - Cuiugiuc - Curcani |

### D
| - Darabani - Dobromiru din Deal - Dorobanțu | - Dropia - Dulcești - Dulgheru | - Dunărea - Dunăreni |

### E
| - Eforie Nord | - Eforie Sud | - Esechioi |

### F
| - Făclia - Fântâna Mare | - Făurei - Floriile | - Furnica |

### G
| - Gălbiori - Galița - Gârlița | - General Scărișoreanu - Gherghina - Goruni | - Grăniceru - Gura Dobrogei |

### H
| - Hagieni | - Hațeg |

### I
| - Ivrinezu Mare - Ivrinezu Mic | - Izvoarele | - Izvoru Mare |

### J
| - Jupiter |

### L
| - Lanurile - Lazu | - Lespezi | - Luminița |

### M
| - Măgura - Mamaia - Mamaia-Sat | - Miorița - Mireasa - Miriștea | - Moșneni - Movila Verde - Movilița |

### N
| - Năvodari Tabără - Nazarcea - Negrești | - Negureni - Neptun - Nisipari | - Nistorești - Nuntași |

### O
| - Oituz - Olimp | - Olteni | - Osmancea |

### P
| - Pădureni - Palazu Mare - Palazu Mic - Pantelimon de Jos | - Pelinu - Petroșani - Piatra - Pietreni | - Plopeni - Poiana - Potârnichea |

### R
| - Rariștea - Râmnicu de Jos | - Râmnicu de Sus - Răzoarele | - Remus Opreanu - Runcu |

### S
| - Sanatoriul Agigea - Satu Nou (Mircea Vodă) - Satu Nou (Oltina) - Saturn - Schitu - Seimenii Mici | - Sibioara - Siminoc - Sinoie - Șipotele - Siriu - Stațiunea Zoologică Marină Agigea | - Ștefan cel Mare - Stejaru - Straja - Strunga - Stupina |

### T
| - Tariverde - Tătaru - Țepeș Vodă | - Țibrinu - Tichilești - Traian | - Tudor Vladimirescu - Tufani |

### U
| - Urluia |

### V
| - Vadu - Vadu Oii - Vâlcelele - Valea Dacilor - Văleni | - Vama Veche - Vânători - Vârtop - Venus - Veteranu | - Viile - Viișoara - Viroaga - Vlahii |

### Z
| - Zorile |